# Kruopinė
Kruopinė is een heuvel in Litouwen. Met een hoogte van 293,65 meter is het de op een na hoogste heuvel van het land. Hierin wordt hij slechts overtroffen door Aukštojas, die een hoogte van 293,85 meter heeft.